# Crepidomanes schmidtianum
Crepidomanes schmidtianum là một loài thực vật có mạch trong họ Hymenophyllaceae. Loài này được (Zenker ex Taschner) K. Iwats. miêu tả khoa học đầu tiên năm 1985.